# إسماعيل يلدرم
إسماعيل يلدرم (بالهولندية: Ismaïl Yildirim)‏ هو لاعب كرة قدم هولندي في مركز الوسط، ولد في 1 يونيو 1990 في دوردريخت في هولندا. لعب مع آر كي سي فالفيك.

## وصلات خارجية
- إسماعيل يلدرم على موقع اتحاد تركيا (لاعب) (الإنجليزية)
- إسماعيل يلدرم على موقع قاعدة بيانات كرة القدم.إي يو (الإنجليزية)
- إسماعيل يلدرم على موقع Soccerway.com (الإنجليزية)
- إسماعيل يلدرم على موقع عالم كرة القدم.نت (الإنجليزية)